# 캐서린 워렌
캐서린 워렌(Katherine Warren, 1905년 7월 12일 ~ 1965년 7월 17일)은 미국의 배우, 텔레비전 배우, 영화배우, 연극 배우이다.

## 영화
- 감옥록 (1957년)
- 클라이막스! (1954년)
- 글렌 밀러 스토리 (1954년) - 미시즈 버거 역
- 케인호의 반란 (1954년) - 미시즈 키스 역
- 스타 (1953년)
- 톨 타겟 (1951년)
- 세가지 비밀 (1950년)
- 모두가 왕의 부하들 (1949년)